# حسینعلی ذوالفقاری
حسینعلی ذوالفقاری (زاده ۱۵ اردیبهشت ۱۳۳۰ رشت) سرتیپ دوم خلبان و معلم خلبان جنگنده مک‌دانل داگلاس اف-۴ فانتوم ۲، از مجروحان و اسرای جنگ ایران و عراق بود.
وی در سال ۱۳۵۰ وارد دانشکده خلبانی شد و پس از گذراندن دوره‌های آموزشی در پایگاه‌های هوایی لکلند و لافلین در سال ۱۳۵۶ فارغ‌التحصیل و به پایگاه ششم شکاری بوشهر منتقل شد. ذوالفقاری در جریان عملیات بمباران طلاییه مجبور به ایجکت شد و در ۱۸ اردیبهشت ۱۳۶۱ توسط ارتش عراق اسیر شد و ۸ سال و ۴ ماه و ۷ روز در زندان‌های استخبارات، ابوغریب و الرشید اسیر بود. وی در ۲۴ شهریور ۱۳۶۹ در جریان تبادل اسرا، پس از گذشت دو سال از پایان جنگ به ایران بازگشت.